# Сакода Саорі
Сакода Саорі  (яп. 迫田 さおり, нар. 18 грудня 1987) — японська волейболістка, олімпійська медалістка.

## Виступи на Олімпіадах
| Олімпіада   | Дисципліна | Місце |
| ----------- | ---------- | ----- |
| Лондон 2012 | волейбол   | 3     |
| Ріо 2016    | волейбол   | =5    |